# Mikulovice (ort i Tjeckien, Vysočina)
Mikulovice är en ort i Tjeckien.   Den ligger i regionen Vysočina, i den centrala delen av landet, 150 km sydost om huvudstaden Prag. Mikulovice ligger 522 meter över havet och antalet invånare är 211.
Terrängen runt Mikulovice är huvudsakligen platt, men västerut är den kuperad. Runt Mikulovice är det ganska glesbefolkat, med 50 invånare per kvadratkilometer. Närmaste större samhälle är Třebíč, 6,4 km norr om Mikulovice. Trakten runt Mikulovice består till största delen av jordbruksmark.